# 約翰二世 (拿騷-拜爾施泰因)
約翰二世（德語：Johann II. von Nassau-Beilstein，—1513年），拿騷-拜爾施泰因伯爵，海因里希四世之子，1499年至1513年在位。

## 家庭
1492年，約翰二世與索爾姆斯的瑪麗亞（Maria von Solms）結婚，兩人共有2子2女：
1. 約翰三世（—1561年）
2. 海因里希（—1525年）
3. 赫爾曼娜（—1584年）
4. 伊娃（—1575年）